# Ренді Вільямс
Рендел Левел «Ренді» Вільямс (англ. Randel Lavelle «Randy» Williams; 23 серпня 1953) — американський легкоатлет, олімпійський чемпіон (1972) та срібний призер (1976) літніх Олімпійських ігор зі стрибків у довжину.

## Життєпис
Народився і виріс у місті Фресно, штат Каліфорнія. Навчався у середній школі Едісона, згодом закінчив Південно-Каліфорнійський університет.
На літніх Олімпійських іграх 1972 року в Мюнхені (ФРН) 19-річний Ренді Вільямс став наймолодшим олімпійським чемпіоном зі стрибків у довжину в історії. Через чотири роки, на літніх Олімпійських іграх 1976 року в Монреалі (Канада) він здобув срібну медаль, поступившись своєму співвітчизникові Арні Робінсону. У 1980 році він вдало кваліфікувався на свою третю Олімпіаду, проте через бойкот був позбавлений шансів втретє поборотися за олімпійську медаль.
На внутрішніх легкоатлетичних змаганнях досягнення Ренді Вільямса були менш вражаючими: 1972 року він виграв свій єдиний титул NCAA, 1972 та 1973 років також він був чемпіоном AAU.

## Виступи на Олімпіадах

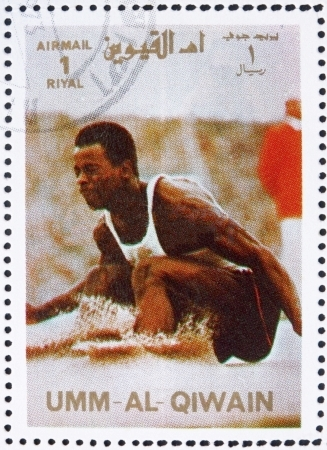
Поштова марка ОАЕ 1972 року із зображенням Ренді Вільямса.

| Олімпіада     | Дисципліна        | Місце    |
| ------------- | ----------------- | -------- |
| 1972 Мюнхен   | стрибки у довжину | (8.24 м) |
| 1976 Монреаль | стрибки у довжину | (8.11 м) |

## Вшанування
У 2007 році Ренді Вільямс отримав одну з 461 Золотої медалі Конгресу, створеної спеціально для спортсменів, які не потрапили на Олімпіаду 1980 року.
2009 року введений до Національної Зали Слави National Track and Field Hall of Fame.